# فلورنسا هيدجيز
فلورنسا هيدجيز (بالإنجليزية: Florence Hedges)‏ هي مترجمة وعالمة نبات أمريكية، ولدت في 24 أغسطس 1878 في لانسنغ في الولايات المتحدة، وتوفيت في 17 ديسمبر 1956 في سان فرانسيسكو في الولايات المتحدة.